# Kalantschak
Kalantschak (ukrainisch Каланчак; russisch Каланчак Kalantschak) ist eine Siedlung städtischen Typs im Süden der ukrainischen Oblast Cherson mit etwa 9300 Einwohnern (2015).
Die 1794 gegründete Siedlung war zwischen 1939 und Juli 2020 das Zentrum des gleichnamigen Rajons Kalantschak und hat seit 1967 den Status einer Siedlung städtischen Typs.

## Geographie

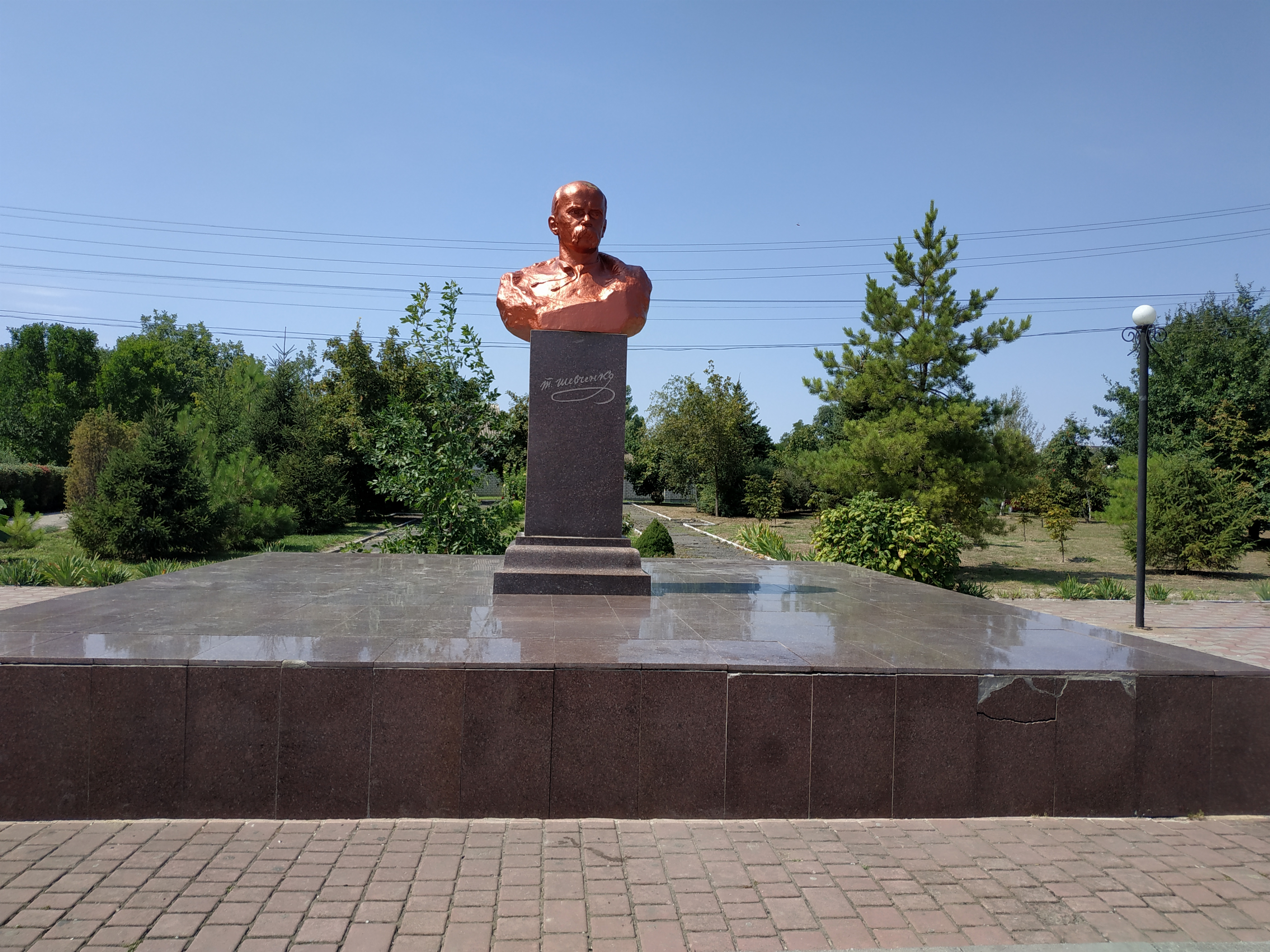
Denkmal im Ort

Kalantschak liegt am Fluss Kalantscha (ukrainisch Каланча) und am Nord-Krim-Kanal.
An der Ortschaft vorbei führt die Fernstraße M 17, über die die Oblasthauptstadt Cherson nach 80 km in nordwestliche Richtung und die Landenge von Perekop sowie die Stadt Armjansk auf der Halbinsel Krim nach 40 bzw. 45 km in südöstliche Richtung erreichbar ist. Der Schwarzmeerhafen Skadowsk liegt 40 km südwestlich des Ortes.

## Verwaltungsgliederung
Am 20. Juli 2016 wurde die Siedlung zum Zentrum der neugegründeten Siedlungsgemeinde Kalantschak (ukrainisch Каланчацька селищна громада/Kalantschazka selyschtschna hromada), zu dieser zählten auch noch die 9 in der untenstehenden Tabelle aufgelistetenen Dörfer sowie die Ansiedlung Rosdolne, bis dahin bildete sie die gleichnamige Siedlungsratsgemeinde Kalantschak (Каланчацька селищна рада/Kalantschazka selyschtschna rada) im Südwesten des Rajons Kalantschak.
Am 12. Juni 2020 kamen noch die Dörfer Chorly, Nowooleksandriwka, Oleksijiwka und Prymorske zum Gemeindegebiet.
Seit dem 17. Juli 2020 ist sie ein Teil des Rajons Skadowsk.
Folgende Orte sind neben dem Hauptort Kalantschak Teil der Gemeinde:
| Name                     | Name              | Name                                   |
| ukrainisch transkribiert | ukrainisch        | russisch                               |
| ------------------------ | ----------------- | -------------------------------------- |
| Babenkiwka Druha         | Бабенківка Друга  | Бабенковка Вторая (Babenkowka Wtoraja) |
| Babenkiwka Perscha       | Бабенківка Перша  | Бабенковка Первая (Babenkowka Perwaja) |
| Chorly                   | Хорли             | Хорлы                                  |
| Hawryliwka Druha         | Гаврилівка Друга  | Гавриловка Вторая (Gawrilowka Wtoraja) |
| Maxyma Horkoho           | Максима Горького  | Максима Горького (Maxima Gorkogo)      |
| Nowokyjiwka              | Новокиївка        | Новокиевка (Nowokijewka)               |
| Nowooleksandriwka        | Новоолександрівка | Новоалександровка (Nowoalexandrowka)   |
| Nowopawliwka             | Новопавлівка      | Новопавловка (Nowopawlowka)            |
| Oleksandriwka            | Олександрівка     | Александровка (Alexandrowka)           |
| Oleksijiwka              | Олексіївка        | Алексеевка (Alexejewka)                |
| Prymorske                | Приморське        | Приморское (Primorskoje)               |
| Prywillja                | Привілля          | Приволье (Priwolje)                    |
| Rosdolne                 | Роздольне         | Раздольное (Rasdolnoje)                |
| Werbowe                  | Вербове           | Вербовое (Werbowoje)                   |

## Bevölkerungsentwicklung
| 1886  | 1959  | 1970  | 1979  | 1989   | 2001   | 2015  |
| ----- | ----- | ----- | ----- | ------ | ------ | ----- |
| 4.100 | 5.770 | 7.619 | 9.924 | 11.302 | 11.085 | 9.319 |

Quelle: